# آنتونی دیویس
آنتونی دیویس (Antony Davies) (متولد ۴ آوریل ۱۹۶۵)، اقتصاددان، سخنران و مؤلف اهل ایالات متحده است. وی عضو برجسته میلتون فریدمن در بنیاد آموزش اقتصادی است.

## اوایل زندگی و آموزش
دیویس در ساوانا، جورجیا متولد شد، والدینش آلن و مارگاریت دیویس بودند. او در مانتورسوایل، پنسیلوانیا بزرگ شده و از دبیرستان عالی بیشام نومان در ویلیام‌اسپورت، پنسیلوانیا در ۱۹۸۳ میلادی فارغ شد. او در خردسالی شروع به بازیگری در لیگ تئاتر اجتماعی نمود. او در ۱۹۸۷ میلادی لیسانس علوم خود را در رشته اصلی اقتصاد و رشته فرعی ریاضی و فلسفه از کالج سنت وینسنت به‌دست آورده و با درجه ممتاز «کام لاود» از آنجا فارغ‌التحصیل شد.
در ۱۹۹۴ میلادی، او مدرک دکترای تخصصی خود را در رشته اقتصاد از دانشگاه ایالتی نیویورک در آلبانی، نیویورک به‌دست آورده و تحت نظر «کاجال لاهیری» آموزش دید. رساله دکترای وی، تحلیل داده‌های پانلی چند-بعدی در اقتصادسنجی را مورد مطالعه قرار داده و جایزه رساله ممتاز را به‌دست‌آورد.

## تاریخچه حرفه‌ای
هنگامی که در کالج مشغول آموزش بود، او همراه با مارک ای. سیریمت نرم‌افزار پاراگون را ایجاد نمودند. نخستین انتصاب دیویس در کالج ویسلین ویرجینیای غربی بود، پس از آن به دانشگاه ویرجینیای غربی رفته و مشغول تدریس اقتصادسنجی شد. در جریان عصر دات-جام، او حوزه دانشگاه را ترک نمود تا به عنوان مدیر ارشد مالی و مدیر ارشد آنالیز در پارابون کامپیوترز خدمت نماید، جای که او یکی از مخترعین در یکی از اختراعات به ثبت رسیده برای ایجاد قدرت ابرمحاسبات از کامپیوترهای بلااستفاده بود که به اینترنت وصل بودند. در ۲۰۰۱ میلادی، او به دانشگاه دوکوسین ملحق شد و در آنجا به طراحی رشته اصلی اقتصاد کمک کرد.
در ۲۰۰۶ میلادی، وی یک بنگاه کشف اینترنتی، ریپلیکا، را به‌طور مشترک بنیان‌گذاری نمود که بعداً توسط شرکت اندی‌پاب انترتینمنت خریداری شد. در ۲۰۰۷ میلادی او عضو ارشد دانشور مرکز مرکیتس نامیده شده و در ۲۰۱۵ میلادی عضو پژوهشی استراتا شد. او در رابطه با تأثیرات اقتصادی سیاست دولت تحقیق می‌کند. به عنوان یک دانشور مرکیتس، دیویس برای کارمندان مجلس نمایندگان ایالات متحده سخنرانی‌های علمی پیرامون موضوعات سیاست اقتصادی ایراد نموده‌است.
با آغاز ۲۰۱۲ میلادی، او یک سری ویدئوها پیرامون موضوعات اقتصادی و آمار برای مؤسسه مطالعات انسانی، بنیاد آموزش اقتصادی و کارتیل تهیه نمود. در ۲۰۱۵ میلادی، او به عنوان همکار تولیدی مؤسسه موینگ پیکچر برای تولید سری ویدئوهای آن‌ها، FI$H: یک اقتصاد چگونه رشد می‌کند، کار کرد. دیویس از مدت طولانی به این‌سو عضو مؤسسه مطالعات انسانی و بنیاد آموزش اقتصادی است.
دیویس آپ-ادهای متعددی در روزنامه‌ها و مجله‌های چون در وال‌استریت ژورنال، لاس‌آنجلس تایمز، نیویورک دیلی نیوز، فاربز، انویسترز بزنس دیلی و سی‌ان‌ان دات کام، در سراسر کشور منتشر کرده‌است. به علاوه، دیویس هر ماه به‌طور مشترک یک ستون در پیتزبورگ تریبون-رویو می‌نویسد و وی همچنین یک کتاب درسی اقتصاد در سطح کالج را به‌طور مشترک نوشته که توسط کاگنیلا به نشر رسیده‌است. وی همچنین یکی از صاحب‌نظران همیشگی در بلیز تی‌وی است.

## کتاب‌ها
- LeBar, M. , A. Davies, D. Schmidtz, eds. , 2015. Equality and Public Policy, Cambridge University Press.
- Tosun, M. , P. Yakovlev, and A. Davies, 2015. Principles of Microeconomics, Cognella Publishing.